# Amtsbezirk Ravelsbach
Der Amtsbezirk Ravelsbach war eine 1854 bis 1868 bestehende Verwaltungseinheit im Weinviertel in Niederösterreich.
Der Amtsbezirk war der Kreisbehörde in Korneuburg unterstellt und besorgte deren Amtsgeschäfte vor Ort. Die Zuständigkeit erstreckte sich neben Ravelsbach auf die damaligen Gemeinden Baiersdorf, Bösendürnbach, Burgfrieden der Herrschaft Mühlbach, Diendorf am Walde, Dippersdorf, Oberdürnbach, Ebersbrunn, Eggendorf am Walde, Elsarn, Frauendorf, Gaindorf, Gettsdorf, Glaubendorf, Grafenberg, Grübern, Hohenwarth, Hollenstein, Kiblitz, Limberg, Maissau, Großmeiseldorf, Minichhofen, Mühlbach, Parisdorf, Pfaffstetten, Radlbrunn, Oberravelsbach, Klein-Reinprechtsdorf, Rohrbach Ronthal, Niederschleinz, Stoitzendorf, Straning, Straß, Unterdürnbach, Wartberg, Großwetzdorf, Kleinwetzdorf, Wiedendorf, Wilhelmsdorf, Zemling und Ziersdorf. Der Amtsbezirk Ravelsbach war deutlich größer als der spätere Gerichtsbezirk Ravelsbach, so zählten auch Grafenberg, Kleinreinprechtsdorf, Stoitzendorf und Wartberg (die später zum Gerichtsbezirk Eggenburg gehören sollten) sowie Straß, Elsarn, Diendorf am Walde und Wiedendorf (die später zum Gerichtsbezirk Langenlois gehörten) zum Amtsbezirk Ravelsbach.
Der Amtsbezirk umfasste dabei 43 Gemeinden mit 15.825 Einwohnern (lt. Zählung von 1851).